# Libertad 2da. Sección
Libertad 2da. Sección är en ort i Mexiko.   Den ligger i kommunen Nacajuca och delstaten Tabasco, i den sydöstra delen av landet, 700 km öster om huvudstaden Mexico City. Libertad 2da. Sección ligger 6 meter över havet och antalet invånare är 407.
Terrängen runt Libertad 2da. Sección är mycket platt. Runt Libertad 2da. Sección är det tätbefolkat, med 442 invånare per kvadratkilometer. Närmaste större samhälle är Villahermosa, 6,2 km sydost om Libertad 2da. Sección. Runt Libertad 2da. Sección är det i huvudsak tätbebyggt.